# Casa a l'avinguda Alt Empordà, 1 (Bàscara)
La Casa a l'avinguda Alt Empordà, 1 és una obra de Bàscara (Alt Empordà) inclosa a l'Inventari del Patrimoni Arquitectònic de Catalunya.

## Descripció
Situada dins del nucli urbà de la població de Bàscara, a l'extrem sud-est del terme.
Edifici aïllat de planta quadrada, amb la coberta de teula de quatre vessants, envoltat de jardí. Està distribuït en planta baixa i pis, i presenta un petit cos adossat a la banda de llevant, format per un porxo a la planta baixa i una terrassa al pis, delimitada amb una barana d'obra. Les obertures de l'edifici són, en general, rectangulars i amb els emmarcaments arrebossats i decorats amb aplics decoratius als extrems. A la façana principal hi ha el portal d'accés i dues finestres enreixades als costats, mentre que al pis són tres finestres balconeres. Damunt de l'obertura central hi ha un plafó decoratiu amb la data 1939 i dues inicials il·legibles. Una motllura bastida amb maons ressegueix la divisòria entre les dues plantes. La façana està rematada amb un ràfec dentat de maó. De la façana de ponent destaca un portal d'arc rebaixat, amb el mateix emmarcament que la resta d'obertures.
La construcció està arrebossada i pintada de blanc.